# Pregabalin
Pregabalin, dostupný pod obchodními názvy Lyrica, Prelica, Pragiola, Kartesada, Naxalgan, Siranalen a jinými, je lék požívaný k léčbě epilepsie, neuropatické bolesti, fibromyalgie, syndromu neklidných nohou a generalizované úzkostné poruchy.
Pregabalin byl poprvé schválen pro medicínské užití v USA v roce 2004. Byl vyvinut jako následovník gabapentinu. Je dostupný jako léčivý přípravek v mnoha státech světa včetně EU.

## Medicínské užití

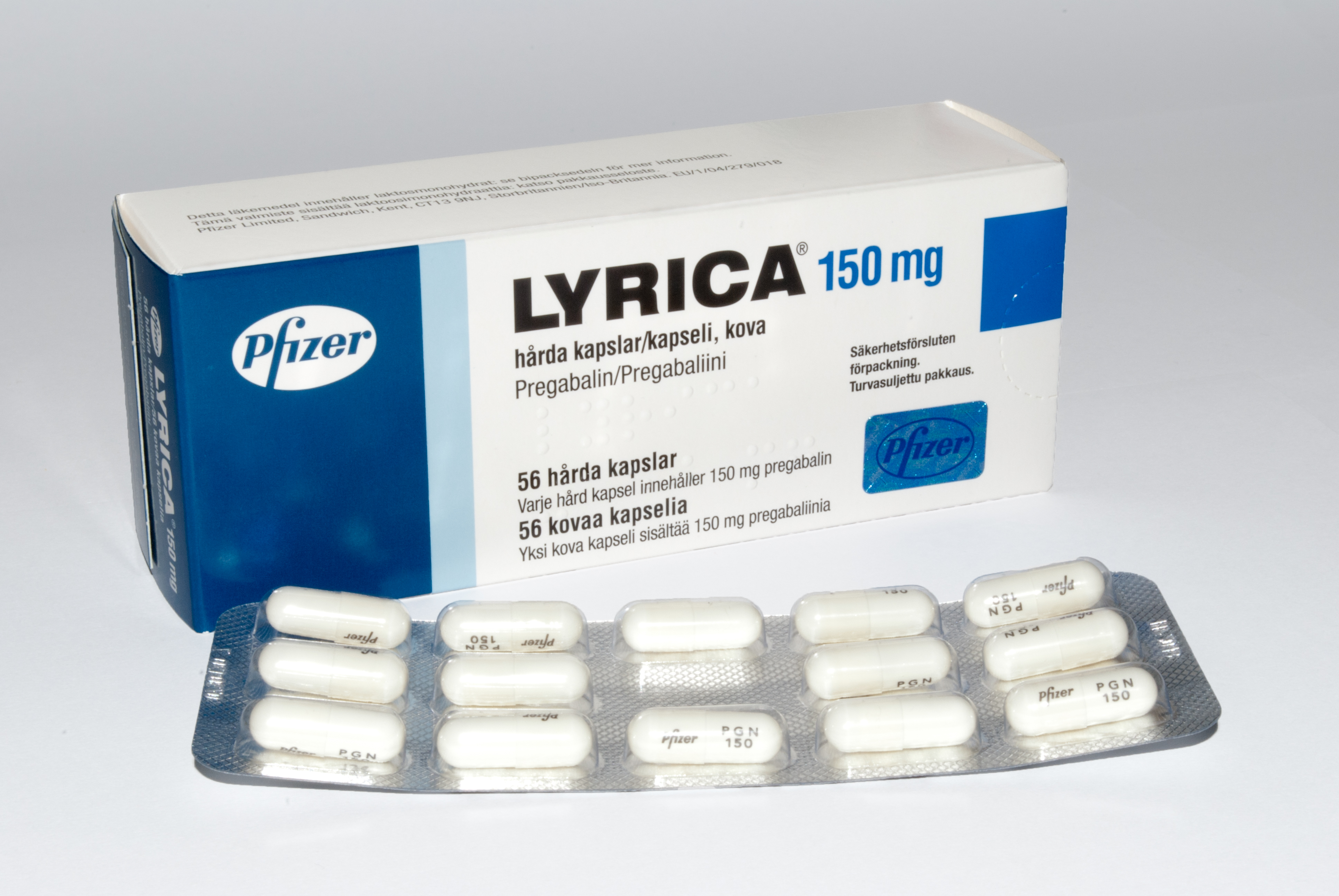
Krabička 150 miligramových kapslí přípravku Lyrica (pregabalin)

### Epilepsie
Pregabalin je užitečný jako přídavná medikace k lékům na léčení epilepsie. Jeho užívání samostatně je méně účinné než u primárních léčiv. Prozatím není známo, zda je při této diagnóze účinností srovnatelný s gabapentinem.

### Neuropatická bolest
Evropská federace neurologických společností doporučuje pregabalin jako primární léčivo bolesti spojené s diabetickou neuropatií, post-herpetickou neuralgií a centrální neuropatickou bolestí. Menší dávky vykazují částečnou účinnost, vyšší dávky průměrné zlepšení. Jiná primární léčiva zahrnující gabapentin a tricyklická antidepresiva jsou využívána s podobnou účinností, ale jsou dostupná za menší náklady na léčbu než pregabalin. Nezdá se být účinný při léčbě ischiasu nebo bolesti v kříži.
Užití pregabalinu pro léčbu bolestí při rakovině a pooperačních bolestí jsou kontroverzní. Prevence migrény je stejně jako léčba gabapentinem nevyhovující.
Pregabalin je obecně neefektivní pro léčbu akutní bolesti, při léčbě pooperačních bolestí však pacienti vyžadovali podávání méně morfia a opioidů, a tím došlo ke snížení jejich negativních účinků.
Bylo diskutováno několik možných mechanismů a kombinací účinných látek ke snížení celkové úrovně bolestí nejrůznějšího typu.

### Úzkostné poruchy
Pregabalin je průměrně účinný pro léčbu generalizované úzkostné poruchy, nicméně pro léčbu obsedantně-kompulzivní poruchy a posttraumatického stresového syndromu jsou doporučována klasická antidepresiva typu SSRI a SNRI.
Pregabalin vykazuje anxiolytický efekt podobný benzodiazepinům, ovšem se snížením rizik spojených s jejich užíváním (zejména fyzické tolerance a závislosti).
Účinky pregabalinu se obvykle objevují okolo jednoho týdne od nasazení a jsou účinkem podobné kombinaci diazepamu, klonazepamu (a obdobných benzodiazepinů) a venlafaxinu (a jiných SNRI antidepresiv), pregabalin ovšem vykazuje lepší účinnost vlivem komplexnějších psychosomatických terapeutických efektů. Dlouhodobý výzkum ukázal plynulejší účinek bez vzniku tolerance a fyzické závislosti, jak je tomu u benzodiazepinů, a dále měl příznivý vliv na charakteristiku spánku (posílením REM fáze). Dále byl charakterizován nižší negativní efekt na úroveň kognitivních schopností a psychomotoriku pacientů.

### Další užití
V současné době se uvažuje o výzkumu využití pregabalinu pro léčbu sociální fobie, alkoholismu a lékové/drogové závislosti.

### Nežádoucí účinky
Obvyklé nežádoucí účinky zahrnují bolest hlavy, nevolnost, ospalost, zmatenost, poruchy paměti, poruchy koordinace pohybů, sucho v ústech, poruchy zraku a přibývání na váze.
Vážné nežádoucí účinky mohou zahrnovat angioedema, nadužívání/zneužívání léku a zvýšené riziko sebevražedného jednání. Když je pregabalin užíván ve vyšších dávkách po delší dobu, může se vyskytnout fyzická a/nebo psychická závislost, nicméně při užívání v obvyklých terapeutických dávkách je toto riziko malé. Bezpečnost užívání látky během těhotenství a kojení je dosud neznáma (klinická data nejsou prozatím dostupná).
Rekreační užívání bylo rovněž zaznamenáno, s prvotní motivací sebe-medikace při problémech se sociabilitou nebo látkovou závislostí.

### Příznaky při vysazení
Při náhlém vysazení přípravku došlo u některých pacientů k projevům fyzické závislosti, nicméně při analýze míry odvykacích symptomů v mnohem menší míře než u benzodiazepinů.
I u pacientů, kteří užívali pregabalin v krátkém časovém období, došlo k projevům abstinenčního syndromu, zahrnujících nespavost, bolesti hlavy, nevolnost, úzkosti, průjem, příznaky podobné chřipkovému onemocnění, nervozitu, deprese, bolesti, křeče, pocení a pocity na zvracení.

### Interakce/synergické účinky
Žádné interakce nebyly demonstrovány in vivo. Výrobce zmiňuje možné potenciální farmakologické interakce s opioidy, benzodiazepiny, barbituráty, etanolem (alkohol) a dalšími léky a drogami postihujícími a tlumícími CNS. ACE inhibitory mohou zvýšit negativní/toxické efekty pregabalinu. Pregabalin může zvýšit efekt zvýšeného zadržování tekutin antidiabetických léků (thiazolidinedion).

## Farmakodynamika
Pregabalin je gabapentinoid a funguje blokováním/inhibicí některých kalciových kanálů. Pregabalin je selektivní při vázání na α2δ VDCC subjednotky. Přestože je analog GABA, neváže se na GABA receptory, nepřeměňuje se na GABAγ-aminobutyrickou kyselinu ani na další GABA receptor agonisty in vivo a přímo nemoduluje GABA neurotransmittery ani jejich metabolismus.

## Farmakokinetika

### Vstřebávání
Bioavailabilita při perorálním podání je okolo 90 % při klinické dávce mezi 75 a 900 mg/den. Strava ani její složení nijak významně neovlivňuje orální bioavailabilitu pregabalinu. Látka je rychle absorbována při podání na lačný žaludek, s nejvyšším účinným vstřebáním do cca 1 h při dávce <= 300 mg. Nicméně podání během jídla nebo mezi jídly neovlivní celkovou bioavailabilitu, ale umožní její lepší rozvrstvení v průběhu času. Tmax hodnota pro pregabalin je 0,6 h na lačno, zatímco 3,2 hodin při podán po jídle. Cmax je redukována o 25–31 % při podání na plný žaludek versus na lačno.

### Distribuce
Pregabalin překračuje krevní bariéru a vstupuje do CNS. Nicméně díky své nízké lipofinilicitě, pregabalin vyžaduje aktivní transport. LAT1 se zdá být hlavním transportérem pregabalinu skrz krevní bariéru do mozku. U lidí je objem perorálně podané dávky pregabalinu přibližně 0.56 L/kg. Pregabalin se příliš neváže na plasma proteiny (<1 %).<

### Metabolismus
Pregabalin prochází malým nebo téměř žádným metabolismem. Při experimentech s užitím technik nukleární medicíny bylo zjištěno, že přibližně 98 % radioaktivity zjištěné v moči byl čistý nezměněný pregabalin. Hlavním metabolitem je N-methylpregabalin.

### Vylučování
Pregabalin je eliminován ledvinami v moči, v hlavní míře v nezměněné formě. Má relativně krátký poločas rozpadu, s reportovanou hodnotou 6,3 hodin, proto je podáván 2–3× denně, za účelem udržení terapeutické účinnosti. Renální odbavení je 73 mL/min.

## Historie
Pregabalin byl syntetizován v roce 1990 jako antikonvulzant. Byl objeven Richardem Bruce Silvermanem na Severozápadní univerzitě v Evanstonu, Illinois, USA. Silverman je znám jako vědec identifikující lék pregabalin jako možné účinné farmakum na léčení epileptických křečí. Během let 1988 až 1990 Ryszard Andruszkiewicz, přítel zapojený do výzkumu, syntetizoval sérii molekul pro Silvermana. Jedna z nich vypadala na první pohled velmi slibně. Molekula byla tvarována příznivě pro transport do mozku, kde aktivovala enzym dekarboxylázy L-glutamické kyseliny. Silverman doufal, že enzym by mohl zvýšit produkci inhibujícího neurotransmitteru GABA a zablokovat křeče. Sadu molekul zaslal Parke-Davis Pharmaceuticals k testování.
Lék byl schválen v Evropské unii v roce 2004. USA dostaly od FDA schválení k užití pro léčbu epilepsie a neuropatické bolesti v prosinci 2004. Pregabalin se následně objevil na americkém trhu pod obchodním názvem Lyrica na podzim 2005.

## Legální status
- USA: Během klinických testů malé procento uživatelů (~4 %) hlásilo euforii po užití, což vedlo k zavedení kontroly. DEA klasifikovala pregabalin jako depresant a zařadilo jej, včetně všech produktů jej obsahujících, na seznam Schedule V Controlled Substances Act.
- Norsko: Pregabalin je dostupný na předpis Schedule B, stejně jako benzodiazepiny.
- Spojené království: V roce 2016 Advisory Council on the Misuse of Drugs (ACMD) napsal dopis ministerstvu vnitra s doporučením, aby byl pregabalin společně s gabapentinem kontrolován dle Misuse of Drugs Act 1971. V říjnu 2018 bylo avizováno, že pregabalin bude reklasifikován jako Class C kontrolovaná substance, s účinností od dubna 2019.

## Duševní vlastnictví
Profesor Richard „Rick“ Silverman ze Severozápadní Univerzity v Evanstonu, Illinois, USA objevil pregabalin při hledání alternativ pro léčení epilepsie. Univerzita drží patent na tuto látku a exkluzivně ji licencovala společnosti Pfizer. Patent, zároveň s jinými byl vyzýván dalšími výrobci generik a byl obhájen do roku 2014, dávající Pfizeru exkluzivitu pro přípravku Lyrica® ve Spojených státech do konce roku 2018.
Patent společnosti Pfizer na léčivo názvem Lyrica® pro léčbu křečí a epilepsie vypršel ve Spojeném království v roce 2013. V listopadu 2018 Nejvyšší Soud UK rozhodl, že druhý patent společnosti Pfizer, na léčbu bolesti, nebyl uznán platným, protože chyběl dostatek prokazatelných důkazů o úspěšnosti léčby oblasti, kterou postihoval – centrální a periferální neuropatické bolesti.